# Windows 10
Windows 10 – wersja systemu operacyjnego Microsoft Windows, która została wydana 29 lipca 2015 roku. Do 29 lipca 2016 roku możliwa była darmowa aktualizacja systemu Windows 7 lub 8.1 do Windowsa 10.
Pierwsze wzmianki o nowym systemie pojawiły się w kwietniu 2014 podczas konferencji Build, organizowanej przez Microsoft, zaś publiczna prezentacja miała miejsce 30 września 2014 roku.
Windows 10 ma na celu wyeliminowanie niedoskonałości związanych z interfejsem użytkownika, wprowadzonych w Windows 8. Nowy system został lepiej przystosowany do urządzeń bez ekranów dotykowych (takich jak komputery osobiste i tradycyjne laptopy), wprowadzono w nim menu Start (obecne jeszcze w systemie Windows 7), funkcję wirtualnych pulpitów, a także możliwość uruchamiania aplikacji Windows Store zarówno w oknach, jak i w trybie pełnoekranowym, na różnych rodzajach urządzeń. Windows 10 jest dostępny dla laptopów i komputerów stacjonarnych, tabletów, smartfonów, innych produktów Windows oraz dla konsol Xbox One i Xbox Series X/S.
W lipcu 2025 roku, według serwisu NetMarketShare, Windows 10 był zainstalowany na blisko 43% komputerów z systemem Windows, co dawało mu drugie miejsce na świecie wśród wszystkich wersji tego systemu operacyjnego.

## Rozwój
W grudniu 2013 Mary Jo Foley podała informację, że Microsoft pracuje nad uaktualnieniem i dopracowaniem Windows 8 – projekt otrzymał nazwę kodową „Threshold”. Podobnie jak „Blue” (który stał się systemem Windows 8.1), Foley nazwała Threshold „falą systemów operacyjnych” pomiędzy wieloma platformami i systemami Microsoftu, zaplanowanymi na wiosnę 2015 roku. Podała także, że jednym z celów takiego podejścia było stworzenie ujednoliconej platformy programistycznej dla Windows, Windows Phone i Xbox One (wszystkie używają podobnego jądra Windows NT). Spekulowano, że Threshold będzie nazwany „Windows 9” przy jego publicznym wydaniu.
W kwietniu 2014 na konferencji Build Terry Myerson ujawnił zaktualizowaną wersję Windows z możliwością uruchomienia aplikacji Windows Store w oknach pulpitu i tradycyjne menu Start na miejsce ekranu Start używanego w Windows 8. Nowe menu Start wykorzystuje styl z Windows 7 przez wykorzystywanie jedynie części ekranu i używanie listy aplikacji w pierwszej kolumnie w stylu Windows 7. Druga kolumna ukazuje płytki aplikacji w stylu Windows 8. Myerson stwierdził, że te zmiany mogą pojawić się w przyszłych uaktualnieniach. Microsoft przedstawił także koncepcję „uniwersalnej aplikacji Windows”, pozwalającej aplikacjom Windows Runtime być przesyłanymi do Windows Phone 8.1 i Xbox One podczas dzielenia wspólnego kodu źródłowego i pozwalającej danym użytkowników i licencjom aplikacji być udostępnianymi między różnymi platformami.
W lipcu 2014 nowy CEO Microsoftu Satya Nadella wyjaśnił, że firma planowała „usprawnić następną wersję Windows z trzech systemów operacyjnych do jednego pojedynczego łączącego systemu operacyjnego dla ekranów o każdym rozmiarze”, jednoczącym Windows, Windows Phone i Windows Embedded wśród wspólnej budowy i zunifikowanego systemu aplikacji. Jednakże Nadella oświadczył, że te wewnętrzne zmiany nie będą miały wpływu na to, jak systemy operacyjne będą nazywane i sprzedawane. Zrzuty ekranu działającego systemu Windows, które rzekomo miały być Threshold’em wyciekły w lipcu 2014 i ukazywały poprzednio pokazywane menu Start i aplikacje w oknach widoczne w kolejnym zrzucie ekranu we wrześniu 2014 przedstawiające „Windows Technical Preview” o numerze 9834, nowy system wirtualnych pulpitów, centrum powiadomień i nową ikonę Eksploratora Windows zainspirowaną Modern UI.
Threshold oficjalnie przedstawiony został 30 września 2014 pod nazwą Windows 10; Myerson stwierdził, że Windows 10 będzie „najbardziej wszechstronną platformą” Microsoftu, dostarczającą użytkownikom pojedyncze, ujednolicone środowisko dla komputerów stacjonarnych, laptopów, tabletów, smartfonów oraz urządzeń typu wszystko w jednym. Podkreślił, że Windows 10 podejmie kroki w kierunku przywrócenia mechaniki interfejsu użytkownika z Windows 7 dla poprawienia obsługi systemu na urządzeniach bez ekranu dotykowego, z uwagi na krytykę systemu Windows 8, który posiadał interfejs dostosowany wyłącznie pod kątem urządzeń dotykowych. Mimo tych ustępstw Myerson zaznaczył, że interfejs dla ekranów dotykowych będzie dalej rozwijał się także w Windows 10.
W sprawie nazwy systemu Myerson odmówił wyjaśnień, dlaczego Microsoft przeskoczył z nazwy Windows 8 do 10, stwierdzając tylko: „based on the product that’s coming, and just how different our approach will be overall, it wouldn’t be right”. Żartował on także, że nie można było nadać nazwy „Windows One” (nawiązując do ostatnich kilku produktów Microsoftu z tożsamą marką One, na przykład OneNote, Xbox One i OneDrive), ponieważ system Windows 1.x został już dawno wydany. W grudniu 2014 Microsoft powiadomił prasę i zaprosił do dyskusji na temat następnego rozdziału Windows 10, który dla konsumentów dostępny był w Redmond 21 stycznia 2015 roku.

### Windows Insider
1 października 2014 Microsoft przedstawił nowy program Windows Insider, gdzie uczestnicy otrzymują zaktualizowane wydania przedpremierowe systemu Windows 10 w sposób „szybkiego wydania” („rapid release”), pozwalającej firmie gromadzić dodatkowe informacje zwrotne od użytkowników podczas procesu rozwoju. Takie techniczne wydania przedpremierowe są przeznaczone przede wszystkim dla testowania przez przedsiębiorstwa i entuzjastów, dla zbierania opinii i uwag. Poprzednio proces ten występował prywatnie, pomiędzy publicznymi wydaniami testowymi. Program Windows Insider jest kontynuowany po premierze systemu Windows 10.

### Wydanie
Microsoft w czerwcu 2015 potwierdził, że data wydania to 29 lipca 2015. Wydanie „10” jako bezpłatnej aktualizacji zbliży praktyki uaktualnień stosowane w Microsoft do tych, które stosują inne systemy operacyjne, takie jak macOS, których uaktualnienia były darmowe od wersji 10.9. Wraz z wydaniem Windows 8, Microsoft zaczął skupiać Windows bardziej jako bazę użytkownika dla usług online i internetowych sklepów z aplikacjami, niż jako źródło licencji systemu operacyjnego. Wcześniej w roku 2014, Microsoft rozpoczął oferowanie bezpłatnych licencji OEM dla Windows 8 dla urządzeń z ekranami mniejszymi niż 9 cali. Przedtem szef Microsoft Indonesia Andreas Diantoro stwierdził, że system byłby bezpłatną aktualizacją dla obecnych użytkowników Windows 8. Od 1 czerwca w systemach Windows 7 i Windows 8.1 Update 1 było możliwe zarezerwowanie systemu Windows 10.

### Edycje systemu Windows 10
Windows 10 pojawił się w kilku edycjach.
- Wersje standardowe:
  - Windows 10 Home
  - Windows 10 Pro
- Przeznaczone do instalacji w organizacjach:
  - Windows 10 Enterprise
  - Windows 10 Education – funkcjonalnie tożsamy z wersją Enterprise, lecz licencjonowany dla szkół
  - Windows 10 Pro Education
  - Windows 10 Remote Server
  - Windows 10 Professional Workstation
- Funkcjonalność specyficzna dla danego typu urządzeń:
  - Windows 10 on Xbox One
  - Windows 10 Mobile
  - Windows 10 Mobile Enterprise
  - Windows 10 IoT Mobile Enterprise[41]
  - Windows 10 IoT Enterprise
  - Windows 10 IoT Core
  - Windows 10 Team

#### Edycje ze zmodyfikowaną funkcjonalnością
Każda z wersji systemu Windows 10 może posiadać tryb S, to znaczy zapewniający wyższą ochronę, lecz ograniczający możliwość instalacji programów tylko do tych dostępnych w Sklepie Windows. W 2017 r. spośród aplikacji dostępnych w Sklepie brak było popularnych przeglądarek konkurencyjnych dla Edge, jak Chrome czy Firefox. Dla programistów opracowane zostały narzędzia adaptujące dotychczasowy kod pod nowe standardy. 
Aby dostosować się do przepisów obowiązujących w danych obszarach gospodarczych Microsoft został zmuszony do wydania wersji regionalnych. Są to zmodyfikowane wydania głównych edycji systemu, lecz pozbawione domyślnie zainstalowanych aplikacji z rodziny Windows, takich jak Windows Media Player.
Edycje te, obok standardowej nazwy, posiadają dopisek odpowiednio N – dla Europy i KN – dla Korei Południowej.
Ponadto, na potrzeby chińskiego rządu powstała wersja Zhuangongban, którą przeprojektowano zgodnie z wytycznymi rządzącej partii. Jej powstanie zostało podyktowane zakazem nałożonym na dystrybucję systemu Windows 8 na terenie Chin i faworyzowaniu przez rząd własnej dystrybucji Linuxa o nazwie NeoKylin. Według The Washington Times NeoKylin utrudnił dostęp agencjom do pozyskiwania informacji z chińskich komputerów. Podobną praktykę zastosowano w Niemczech, gdzie opracowywany jest system Windows 10 w specjalnej edycji o nazwie Bundesclient (Federal Client).

#### Windows 10X
10X miało być edycją przeznaczoną dla laptopów dwuekranowych. Dzięki odchudzeniu systemu miał on być konkurencją dla Chrome OS. Początkowo system miał być wydany w 2019, ale data została przełożona na 2020. Ostatecznie jednak w maju 2021 Microsoft oficjalnie potwierdził, że 10X nie zostanie wydane.

## Funkcje

### Interfejs użytkownika i pulpit
Interfejs użytkownika Windows 10 zmienia swoje zachowanie w zależności od typu urządzenia i dostępnych wejść. Nowa funkcja Continuum zapewnia przejścia pomiędzy trybami pracy interfejsu na laptopach i tabletach z dokowaną klawiaturą. Kiedy klawiatura jest podłączana, użytkownik jest pytany, czy chce przełączyć się na tryb interfejsu użytkownika, który jest zoptymalizowany dla klawiatury i myszy, czy pozostać z trybem dla ekranów dotykowych.
Dla urządzeń bez ekranu dotykowego, stosowane jest połączenie poprzedniego menu Start z systemu Windows 7, wraz z listą aplikacji i oknem wyszukiwania po lewej stronie i kafelkami aplikacji po prawej. Ekran Start jest nadal używany w środowisku dotykowym: obecne wydania Windows 10 używają tego samego wyglądu menu Start, co Windows 8.1, lecz Microsoft przedstawił nowszy wygląd ekranu Start, który zawiera kolumnę po lewej stronie do wyświetlania skrótów i przycisku „Wszystkie aplikacje”, podobnie do menu Start. Mimo to programy takie jak np. Classic Shell mogą przywrócić klasyczny wygląd menu Start.

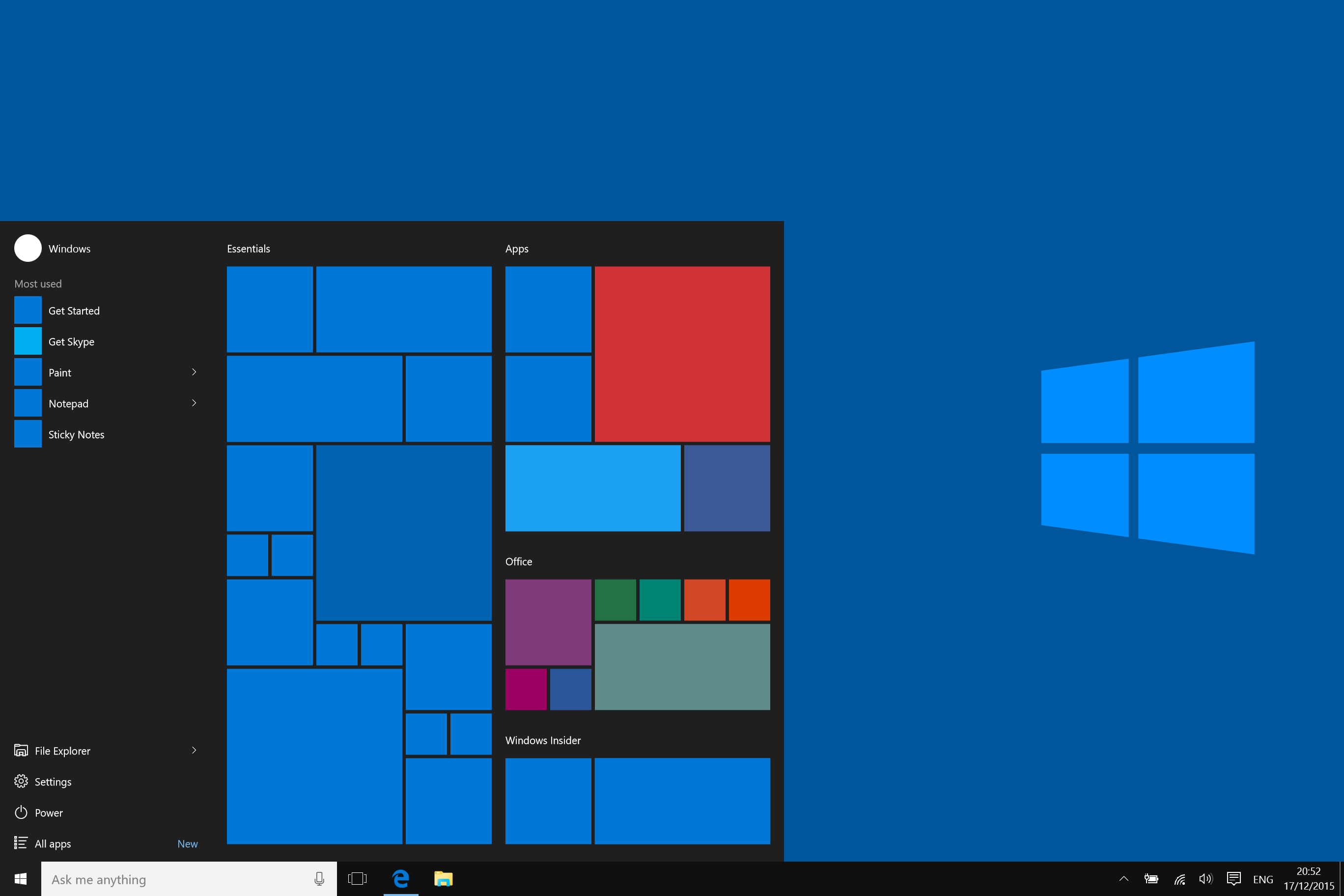
Interfejs użytkownika

Został dodany nowy system wirtualnego pulpitu znany jako Task View. Podobnie jak funkcja Mission Control w systemach macOS, klikanie przycisku Task View na pasku zadań (lub alternatywnie przesuwanie palcem z lewej strony ekranu) wyświetla wszystkie otwarte okna i umożliwia użytkownikom ich przełączanie, lub przełączanie pomiędzy poszczególnymi obszarami pracy (workpieces). Aplikacje Windows Store, które poprzednio mogły być uruchamiane tylko w trybie pełnoekranowym, teraz mogą być używane w oknach pulpitu. Menu App Commands na pasku tytułowym aplikacji używane jest do uruchamiania funkcji poprzednio dostępnych w charms, lub do przełączania pomiędzy trybem pracy w oknach, a trybem pełnoekranowym. Okna programów mogą być teraz dzielone na ćwiartki ekranu poprzez przeciąganie ich do rogów. Kiedy okno jest przesuwane do boku ekranu, użytkownik jest proszony o wybranie drugiego okna do wypełnienia nieużywanej części ekranu.
Jedną ze znanych wad systemów tej firmy jest wycofywanie wsparcia dla starszych urządzeń. Nie dotyczy to tylko drukarek, przykładowo minimalna rozdzielczość ekranu wynosi 800×600, co może oznaczać problemy z niektórymi monitorami (nawet o złączu VGA) czy telewizorami. Obsługa starszego sprzętu nie jest problemem dla piszących współczesne systemy operacyjne, gdyż np. w Linuksie można korzystać z monitorów czy telewizorów o znacznie mniejszych rozdzielczościach.

### Multimedia i gry
Windows 10 obsługuje biblioteki DirectX 12. Przedstawiona w marcu 2014 na Game Developers Conference nowa wersja pomaga obsługiwać „wydajność na poziomie konsol do gier” ze zredukowanym użyciem procesora i narzutem sterownika grafiki.
1 sierpnia 2015 Microsoft wprowadził do regulaminu swoich usług internetowych zapis mówiący iż w przypadku korzystania z systemu poprzez Konto Microsoft, system będzie blokował pirackie wersje programów i gier powiązanych z usługami Microsoftu.

### Microsoft Solitaire Collection
Windows 10 oferuje odświeżone wersje gier karcianych z Windows 7. Żeby postępy w grze były zapisywane w chmurze, trzeba się zalogować za pomocą konta Xbox lub konta Microsoft. Można też grać jako Gość, ale postępy nie będą zapisywane. Za pośrednictwem Sklepu można pobrać inne gry tj.: Microsoft Jigsaw, Microsoft Mahjong, Microsoft Sudoku, Wordament itd.

### Komponenty systemu
Konsola Windows, znana jako Wiersz poleceń, została uaktualniona i zyskała „zewnętrzne opcje” takie jak zaznaczanie tekstu wyjściowego i możliwość używania standardowych skrótów klawiszowych, takich jak wycinanie, kopiowanie i wklejanie.
Windows 10 dodaje także wsparcie na poziomie platformy (systemu, bez potrzeby instalacji dodatkowych sterowników – przyp. red.) dla formatów plików FLAC, HEVC i Matroska, sprawiając, że mogą być otwierane w programie Windows Media Player i innych aplikacjach natywnie.

### Aktualizacja systemu
Windows 10 będzie utrzymywany w znacznie odmiennym tonie od poprzednich wydań Windows. Kiedy Microsoft zacznie rozpowszechniać większe ilości aktualizacji dla Windows 8, które dodawały funkcjonalności (jak usprawnienia interfejsu) poza łatkami bezpieczeństwa i poprawkami błędów, Windows 10 będzie stosował podejście warstwowych gwałtownych wydań aktualizacji. Domyślnie Windows 10 będzie otrzymywał krytyczne aktualizacje i łatki bezpieczeństwa na bieżąco, ale użytkownicy i administratorzy będą mieli możliwość opóźniania automatycznej instalacji niekrytycznych aktualizacji lub wyłączyć je całkowicie. System pozwoli większości komputerów otrzymywać częste modyfikacje systemu operacyjnego, podczas gdy administratorzy przedsiębiorstw będą mogli całkowicie z nich zrezygnować, by zagwarantować stabilne i kontrolowane środowisko pracy.

### Polityka prywatności
Polityka prywatności Microsoftu informuje, że celem skuteczniejszego działania oraz zapewnienia lepszego doświadczenia przy korzystaniu z systemu, firma zbiera dane osobowe jego użytkowników.
Według niezależnych artykułów prasy elektronicznej istotnym zagrożeniem prywatności jest unikalny identyfikator treści reklamowych, który umożliwia aplikacjom i ich deweloperom personalizowanie reklam. Sama firma oficjalnie informuje, że korporacja może gromadzić informacje m.in. o lokalizacji, zainstalowanych aplikacjach, danych z kalendarza, poczty elektronicznej i wiadomości, kontaktów, historię wyszukiwania, a także sam sposób wykorzystywania urządzenia. Firma może też te wszystkie dane przekazać komuś innemu i ujawnić, jeżeli będzie to „konieczne do ochrony klientów lub utrzymania warunków umowy”.

## Historia wersji
Windows 10 jest określany przez Microsoft jako usługa (Windows as a service), dzięki czemu system co pewien czas otrzymuje aktualizacje rozszerzające jego funkcjonalność. Celem tego modelu jest redukcja fragmentacji systemu Windows. Microsoft ogłosił, że każda wersja będzie wspierana przez 18 miesięcy od momentu jej wydania. Wersje systemu licencjonowane jako LTSC (dawniej LTSB) mają wydłużone wsparcie techniczne.
Poniżej znajduje się historia wersji systemu Windows 10.
| Legenda:                     | Legenda:                        | Legenda:                            | Legenda:                |
| ---------------------------- | ------------------------------- | ----------------------------------- | ----------------------- |
| Starsza wersja; niewspierana | Starsza wersja; nadal wspierana | Aktualna wersja stabilna; wspierana | Aktualna wersja testowa |

| Numer wersji                | Data wydania         | Build premierowy | Ostatni build                                            | Data zakończenia wsparcia |
| --------------------------- | -------------------- | ---------------- | -------------------------------------------------------- | --- |
| 1507 (wersja początkowa)    | 29 lipca 2015        | 10.0.10240.16405 | 10.0.10240.17394 (9 maja 2017; około 8 lat temu)         | - 9 maja 2017 (wersje Home, Pro, Pro Education i Pro for Workstations) - 9 maja 2017 (wersje Enterprise, Education i IoT Enterprise) - 14 października 2025 (LTSC)                                           |
| 1511 (November Update)      | 12 listopada 2015    | 10.0.10586.0     | 10.0.10586.1176 (10 października 2017; około 7 lat temu) | - 10 października 2017 (wersje Home, Pro, Pro Education i Pro for Workstations) - 10 kwietnia 2018 (wersje Enterprise, Education i IoT Enterprise)                                                           |
| 1607 (Anniversary Update)   | 2 sierpnia 2016      | 10.0.14393.10    | 10.0.14393.2189 (10 kwietnia 2018; około 7 lat temu)     | - 10 kwietnia 2018 (wersje Home, Pro, Pro Education i Pro for Workstations) - 9 kwietnia 2019 (wersje Enterprise, Education i IoT Enterprise) - 13 października 2026 (LTSC)                                  |
| 1703 (Creators Update)      | 5 kwietnia 2017      | 10.0.15063.13    | 10.0.15063.1387 (9 października 2018; około 6 lat temu)  | - 9 października 2018 (wersje Home, Pro, Pro Education i Pro for Workstations) - 8 października 2019 (wersje Enterprise, Education i IoT Enterprise)                                                         |
| 1709 (Fall Creators Update) | 17 października 2017 | 10.0.16299.15    | 10.0.16299.1087 (9 kwietnia 2019; około 6 lat temu)      | - 9 kwietnia 2019 (wersje Home, Pro, Pro Education i Pro for Workstations) - 13 października 2020 (wersje Enterprise, Education i IoT Enterprise)13 stycznia 2029 (LTSB/LTSC)                                |
| 1803 (April 2018 Update)    | 30 kwietnia 2018     | 10.0.17134.1     | 10.0.17134.1130 (12 listopada 2019; około 5 lat temu)    | - 12 listopada 2019 (wersje Home, Pro, Pro Education i Pro for Workstations) - 11 maja 2021 (wersje Enterprise, Education i IoT Enterprise)                                                                  |
| 1809 (October 2018 Update)  | 13 listopada 2018    | 10.0.17763.1     | 10.0.17763.1577 (10 listopada 2020; około 4 lata temu)   | - 10 listopada 2020 (wersje Home, Pro, Pro Education i Pro for Workstations) - 11 maja 2021 (wersje Enterprise, Education i IoT Enterprise)                                                                  |
| 1903 (May 2019 Update)      | 21 maja 2019         | 10.0.18362.1049  | 10.0.18362.1256 (8 grudnia 2020; około 4 lata temu)      | - 8 grudnia 2020 (wersje Home, Pro, Pro Education i Pro for Workstations) - 8 grudnia 2020 (wersje Enterprise, Education i IoT Enterprise) - 9 stycznia 2029 (LTSC)                                          |
| 1909 (November 2019 Update) | 12 listopada 2019    | 10.0.18363.476   | 10.0.18363.2274 (11 maja 2021; około 4 lata temu)        | - 11 maja 2021 (wersje Home, Pro, Pro Education i Pro for Workstations) - 11 maja 2022 (wersje Enterprise, Education i IoT Enterprise)                                                                       |
| 2004 (May 2020 Update)      | 27 maja 2020         | 10.0.19041.264   | 10.0.19041.1415 (14 grudnia 2021; około 3 lata temu)     | - 14 grudnia 2021 (wersje Home, Pro, Pro Education i Pro for Workstations) - 14 grudnia 2021 (wersje Enterprise, Education i IoT Enterprise)                                                                 |
| 20H2 (October 2020 Update)  | 20 października 2020 | 10.0.19042.572   | 10.0.19042.1706 (10 maja 2022; około 3 lata temu)        | - 10 maja 2022 (wersje Home, Pro, Pro Education i Pro for Workstations) - 9 maja 2023 (wersje Enterprise, Education i IoT Enterprise)                                                                        |
| 21H1 (May 2021 Update)      | 18 maja 2021         | 10.0.19043.985   | 10.0.19043.2364 (13 grudnia 2022; około 2 lata temu)     | - 13 grudnia 2022 (wersje Home, Pro, Pro Education i Pro for Workstations) - 13 grudnia 2022 (wersje Enterprise, Education i IoT Enterprise)                                                                 |
| 21H2 (November 2021 Update) | 16 listopada 2021    | 10.0.19044.1288  | 10.0.19044.3086 (13 czerwca 2023; około 2 lata temu)     | - 13 czerwca 2023 (Home, Pro, Pro Education i Pro for Workstations) - 11 czerwca 2024 (Enterprise, Education i IoT Enterprise) - 12 stycznia 2027 (Enterprise LTSC) - 13 stycznia 2032 (IoT Enterprise LTSC) |
| 22H2 (2022 Update)          | 18 października 2022 | 10.0.19045.2130  | 10.0.19045.6159 (22 lipca 2025)                          | - 14 października 2025 (Home, Pro, Pro Education i Pro for Workstations, Enterprise, Education, IoT Enterprise)                                                                                              |

## Minimalne wymagania sprzętowe
Wymagania wg danych producenta:
- Procesor o częstotliwości 1 GHz lub szybszy, albo SoC.
- 1 GB pamięci operacyjnej dla 32-bitowego lub 2 GB dla 64-bitowego systemu operacyjnego.
- 16 GB wolnej przestrzeni na dysku twardym dla 32-bitowego lub 20 GB dla 64-bitowego systemu operacyjnego.
- Karta graficzna DirectX 9 lub nowsza ze sterownikiem WDDM 1.0.
- Monitor o rozdzielczości 800 × 600 (Super VGA).

Windows 10 to ostatnia wersja systemu Windows wspierająca maszyny bazujące na architekturze 32-bitowej. Microsoft nie wspiera już urządzeń o architekturze 32-bitowej w Windows 11.

## Microsoft Edge
Microsoft Edge jest nową przeglądarką internetową, którą Microsoft przygotował z myślą o Windows 10. Edge jest zintegrowany z asystentem Cortana, który znany jest z systemu Windows Phone 8.1. Przeglądarka ta jest dostępna dla użytkowników systemu Windows 10, 8.1, 7 oraz macOS, jak również dla posiadaczy urządzeń mobilnych z systemami: Android i iOS. Microsoft regularnie wydaje aktualizacje dla tej przeglądarki. Edge jest następcą Internet Explorera.

## Prywatność i dane użytkowników
Obrońcy prywatności i inni krytycy wyrazili zaniepokojenie odnośnie do polityki prywatności Windows 10 i zbierania danych o jego użytkownikach. Po zastosowaniu ustawień ekspresowych Windows 10 jest skonfigurowany tak, by wysyłał różne dane do Microsoftu i osób trzecich, włączając w to informacje o kontaktach użytkownika, danych z kalendarza, danych potrzebnych do ulepszenia rozpoznawania mowy. Pozwala aplikacjom na używanie unikalnego „reklamowego ID” służącego do analizy zachowania i personalizacji reklam (wprowadzone w Windows 8.1). Windows 10 pozwala także aplikacjom żądać danych o lokalizacji i wysyła te dane do Microsoftu oraz tzw. „zaufanych partnerów”, żeby ulepszyć wykrywanie lokalizacji urządzenia, na którym jest uruchomiony (Windows 8 miał podobne ustawienia z tym wyjątkiem, że informacje o lokalizacji nie były wysyłane do „zaufanych partnerów”). Użytkownicy mogą wyłączyć większość funkcji do zbierania tych danych (ale nie wszystkie). Dane telemetryczne do raportowania błędów i sposobu użycia systemu są wysyłane do Microsoftu i funkcja ta nie może zostać wyłączona na wersjach innych niż Enterprise tego systemu operacyjnego.
Podczas używania Cortany także potrzebne jest zbieranie danych, takich jak lokalizacja urządzenia, dane z kalendarza, dane o używanych aplikacjach, dane z wiadomości tekstowych i poczty e-mail, książki adresowej oraz częstotliwości interakcji z osobami, w celu spersonalizowania funkcjonalności tego narzędzia.
W sierpniu 2015 rosyjski polityk Nikołaj Lewiczew wezwał do zaprzestania używania Windows 10 w rosyjskim rządzie z powodu wysyłania przez ten system danych o użytkownikach na serwery znajdujące się w USA. Kraj ten przyjął ustawę federalną, która wymaga, by wszystkie usługi sieciowe przechowujące dane o rosyjskich użytkownikach były wewnątrz własnego kraju. Ustawa przewidywała na to czas do września 2016 roku, w przeciwnym wypadku serwisy te miały zostać zablokowane. Pisząc dla ZDNet, Ed Bott stwierdził, że brak skarg ze strony przedsiębiorców na temat prywatności w Windows 10 wskazuje na to, jak bardzo normalne są te zasady poufności w roku 2015. W Computerworld, Preston Gralla powiedział, że rodzaj informacji, jakie zbiera Windows 10, nie jest inny niż informacje zbierane przez inne systemy operacyjne. Ale oczekuje się innego poziomu w tej sprawie od Microsoftu niż ze strony innych firm. Wbrew twierdzeniom Prestona Gralla – inne systemy operacyjne jak choćby wiele dystrybucji Linuksa, a zwłaszcza te specjalizowane pod kątem prywatności nie udostępniają danych prywatnej firmie, gdzie w umowie użytkownika zezwala się na przekazywanie ich firmom trzecim.